# Левшинове
Левши́нове — колишнє селище в Амвросіївському районі Донецької області. Донецька обласна рада рішенням від 7 квітня 2005 року у Амвросіївському районі виключила з облікових даних селище Левшинове Многопільської сільради.

## Населення
За даними перепису 2001 року населення селища становило осіб, із них 100 % зазначили рідною мову українську.